# Грађанско друштво
Грађанско друштво је појам који се односи на тоталитет добровољних грађанских и социјалних организација или институција које формирају основу функционисања друштва, као супротност државно установљеним структурама, правилима тржишта или фамилијарним интересним групама. Грађанско друштво афирмише на колективне акције које за циљ имају остварења заједничких интереса и вредности, када их државни систем не подржава у потпуности или у довољној мери. Грађанско друштво популарише невладине организације, групе за притисак у заједници, феминистичке и верске организације, професионалне асоцијације, трговинске уније и синдикате, групе за самопомоћ, коалиције и социјалне покрете као свеснију, отворенију и савременију форму делања од релативно затвореног и споро променљивог државног система.
Цивилно друштво је аутономна сфера јавне и приватне делатности коју не надзире држава. То је област ванинституционалних активности које се изражавају посредством децентрализације, самоуправе, ширења локалне и регионалне аутономије. Услов за постојање цивилног друштва је отворено друштво засновано на владавини права, социјалној покретљивости, комуникацијама, друштву толеранције и слободе кретања идеја и људи. У том смислу цивилно друштво може се дефинисати као агрегатни појам којим се означава специфичан скуп друштвених комуникација и социјалних веза, социјалних институција и друштвених вредности, чија је полазна тачка и главни актер личност као грађанин. Развојем цивилног друштва дошло је до формирања великог броја невладиних организација.